# Holmy Juzhnye
Holmy Juzhnye (englische Transkription von russisch Холмы Южные Cholmy Juschnyje, deutsch ‚Südhügel‘) sind ein Hügel an der Knoxküste des ostantarktischen Wilkeslands. Er ragt in den Bunger Hills auf.
Russische Wissenschaftler benannten ihn.